# East Hanahai
East Hanahai är en ort (village) i distriktet Ghanzi i västra Botswana. 